# Highland
Highland (en gaélico escocés: Gàidhealtachd [ˈkɛːəl̪ˠt̪əxk]) es un concejo de Escocia (Reino Unido). Limita con los concejos de Moray, Aberdeenshire, Perth and Kinross y Argyll and Bute. La capital administrativa es Inverness. Es la división administrativa más grande de todo el Reino Unido.
Antes de 1975 el territorio estaba dividido entre varios de los antiguos condados de Inverness-shire, Ross and Cromarty, Sutherland, Caithness, Nairnshire y parte de los de Argyll y Escocia. En 1975 todos esos territorios fueron reunidos en una sola región que fue dividida a su vez en los distritos de Badenoch and Strathspey, Caithness, Inverness, Lochaber, Nairn, Ross and Cromarty, Skye and Lochalsh y Sutherland. En 1996 con la abolición de las divisiones administrativas implantadas en 1975, el nuevo concejo de Highland mantenía el mismo territorio, pero se anuló la división en distritos.
Las principales ciudades y pueblos según su población son:
| N.º | Ciudad / Pueblo         | Población (2001) | Condado histórico |
| --- | ----------------------- | ---------------- | ----------------- |
| 1   | Inverness (conurbación) | 51.832           | Inverness         |
| 2   | Fort William            | 9.908            | Lochaber          |
| 3   | Nairn                   | 8.418            | Nairn             |
| 4   | Thurso                  | 7.737            | Caithness         |
| 5   | Wick                    | 7.333            | Caithness         |
| 6   | Alness                  | 5.186            | Ross and Cromarty |
| 7   | Dingwall                | 5.026            | Ross and Cromarty |
| 8   | Invergordon             | 3.890            | Ross and Cromarty |
| 9   | Tain                    | 3.511            | Ross and Cromarty |
| 10  | Conon Bridge            | 2.661            | Ross and Cromarty |

## Localidades
- Alness
- Ardersier
- Auldearn
- Aviemore
- Avoch
- Balintore
- Ballachulish
- Balloch
- Banavie
- Beauly
- Broadford
- Brora
- Caol
- Casteltown
- Conon Bridge
- Cromarty
- Culloden
- Dingwall
- Dornoch
- Drumnadrochit
- Evanton
- Fort Augustus
- Fortrose
- Fort William
- Gairloch
- Golspie
- Grantown-on-Spey
- Halkirk
- Invergordon
- Inverness
- Kingussie
- Kinlochleven
- Kirkhill
- Kyle of Lochalsh
- Mallaig
- Maryburgh
- Milton
- Milton of Leys
- Muir of Ord
- Nairn
- Nethy Bridge
- Newtonmore
- North Kessock
- Portree
- Rosemarkie
- Smithton
- Spean Bridge
- Strathpeffer
- Tain
- Thurso
- Ullapool
- Westhill
- Wick